# Wiesław Antoni Lasocki

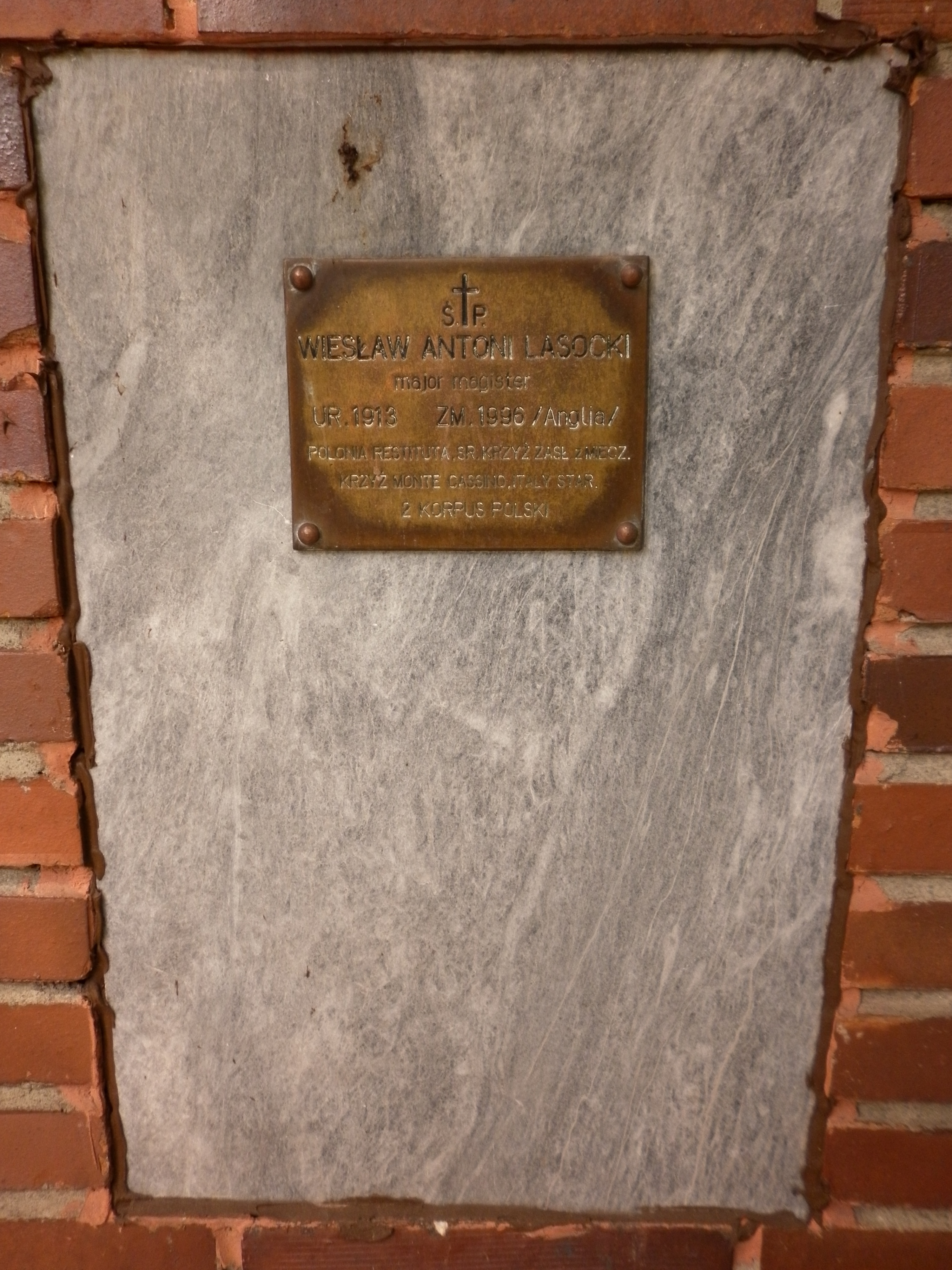
Grób Wiesława Antoniego Lasockiego

Wiesław Antoni Lasocki (ur. 17 listopada 1913 w Ciechanowie, zm. 17 września 1996 w Londynie) – porucznik kawalerii Wojska Polskiego, uczestnik wojny obronnej Polski w 1939 r. i bitwy o Monte Cassino, publicysta i prozaik, od 1946 roku mieszkający na stałe na emigracji w Wielkiej Brytanii, autor wielu książek i artykułów w językach polskim i angielskim na tematy przyrodnicze, podróżnicze i wojskowe. Awansowany po 1947 przez władze emigracyjne na stopień majora.

## Życiorys
Urodził się jako syn Ludomira i Celiny z Zakrzewskich w rodzinie pochodzenia ziemiańskiego. W domu pielęgnowane były tradycje powstańcze. Obaj dziadkowie – Antoni Lasocki, właściciel majątku Biernatki i Szczepan Zakrzewski, właściciel Białyszewa, brali udział w powstaniu styczniowym. Rodzina była zaangażowana w sprawy społeczne. Jego rodzonym wujem był Jan Dołęga-Zakrzewski a ciotką Maria Zakrzewska-Raniecka. Po ukończeniu w 1932 roku Gimnazjum w Ciechanowie studiował na Wydziale Prawa Uniwersytetu Warszawskiego, na którym otrzymał dyplom magistra w 1936 roku. Następnie został powołany do wojska. Od 21 września 1936 do 15 lipca 1937 był słuchaczem Szkoły Podchorążych Rezerwy Kawalerii w Grudziądzu, a następnie odbył praktykę w 3 pułku strzelców konnych w garnizonie Wołkowysk.
W kampanii wrześniowej początkowo w 3 pułku strzelców konnych, a następnie w 102 pułku ułanów Rezerwowej Brygady Kawalerii „Wołkowysk”. 25 września jego oddział przekroczył granicę z Litwą i został internowany. Przebywał w obozach w Rakiszkach, Wiłkowyszkach (wiosna 1940) a następnie, po przyłączeniu Litwy do Związku Radzieckiego, w Kozielsku i Juchnowie (Pawliszczew Bor). Następnie trafił do obozu na Półwyspie Kola.
W wyniku umowy między rządem Polski i Związku Radzieckiego w 1941 roku opuścił go i popłynął do Archangielska. Na początku września 1941 roku trafił do Tatiszczewa, gdzie tworzyła się 5 Wileńska Dywizja Piechoty. 3 kwietnia 1942 roku wylądował w Persji. W połowie czerwca był już w Egipcie a następnie w Iraku. Po ukończeniu kursu broni pancernej otrzymał przydział do 15 pułku ułanów poznańskich. Jako oficer tego pułku brał udział w kampanii włoskiej, w tym w bitwie o Monte Cassino, w maju 1944.
Pod koniec 1944 roku przeniesiony do kadry nowo tworzonego 25 pułku ułanów wielkopolskich. We wrześniu 1946 roku wyjechał z nim do Anglii. Niebawem został zdemobilizowany. Po wojnie mianowany najpierw rotmistrzem, a następnie majorem Wojska Polskiego.
Pracował początkowo jako niewykwalifikowany robotnik w fabryce wyrobów gumowych. W międzyczasie ukończył roczne studia w Szkole Handlu Zagranicznego i Administracji Portowej, dzięki czemu uzyskał posadę w londyńskiej City. 17 września 1949 roku poślubił w Londynie Tamarę Tuhan-Baranowską.
Równocześnie rozwijał swój talent literacki. Debiutował w 1966 roku książką Zwierzęta i żołnierze (Polska Fundacja Kulturalna w Londynie), która stała się emigracyjnym bestsellerem. Kolejne prace cieszyły się również wielkim uznaniem: Wojtek spod Monte Cassino (1968) miał 3 wydania w języku polskim (także podziemne w kraju), 3 w angielskim, 2 w norweskim i 1 w szwedzkim, Kajakiem przez ziemie wschodnie Rzeczypospolitej (1978), Lubek herbu Obrączka (1986), Z ojczystej ziemi (1988), Żubr turysta (1974, przekład angielski Londyn 1982) i inne. Drukował artykuły o zwierzętach i ich związkach z wojskiem w Orle Białym, Razem Młodzi Przyjaciele, Tygodniku Polskim, Wiadomościach. Redagował kwartalnik Ułan Wielkopolski (1948-1964). Był członkiem Redakcji Przeglądu Kawalerii i Broni Pancernej. Był redaktorem książki Z dziejów 25 Pułku Ułanów Wielkopolskich (Londyn 1970). Swoje wspomnienia ogłosił w dwóch pracach: Z Ciechanowa w szeroki świat (Ciechanów 1991) i Przez tundrę i pustynie (PFK, Londyn 1993). Ostatnią jego książką, wydaną pośmiertnie, była praca O koniu bojowym (Londyn 1999). W Pamiętniku Wileńskim (Londyn 1972) pisał o Tatarach polskich.
Podpisał list pisarzy polskich na Obczyźnie, solidaryzujących się z sygnatariuszami protestu przeciwko zmianom w Konstytucji Polskiej Rzeczypospolitej Ludowej (List 59). Otrzymał nagrody: w 1976 roku Wiadomości na konkursie prac o ziemiach byłego Wielkiego Księstwa Litewskiego, w 1980 roku od Stowarzyszenia Polskich Kombatantów za całokształt twórczości. Wyróżniony wieloma polskimi i zagranicznymi odznaczeniami m.in. Krzyżem Walecznych, Krzyżem Kawalerskim Orderu Odrodzenia Polski.
Zmarł 17 września 1996 roku w Londynie. Urna z prochami przewieziona została do Polski i złożona w Katakumbach Polskich Sił Zbrojnych Cmentarza Wojskowego na Powązkach w Warszawie (kwatera C30-K 1-II-4).